# Любомир Лінгарт
Лінгарт Любомир (чеськ. Lubomír Linhart; 28 червня 1906, Прага — 10 червня 1980, там само) — чеський кінознавець.
Автор книг: «Коротка абетка фільму» (1930), «Радянський фільм» (1936), «Ейзенштейн, Пудовкін, Довженко — три титани радянського і світового кіно» (1960), «Фільм і кіно в СРСР» (1962), «Іван Кавалерідзе і три етапи його кінотворчості» (1962), «Олександр Родченко» (1964).